# Angélique de Boer
Angélique de Boer (Groningen, 25 november 1947) is een Nederlands actrice.

## Levensloop
Angélique de Boer doorliep de Academie voor Kleinkunst in Amsterdam, maar speelde hoofdzakelijk toneel. Zij was aan verschillende theatergezelschappen verbonden, zoals Toneelgroep Globe en het Mickerytheater (Amsterdam), Toneelgroep Theater (Arnhem), Genesius (Groningen) en Katrijn Theaterprodukties te Amsterdam.
Daarnaast speelde zij veelvuldig in televisieseries, zoals in Klaverweide de rol van Suzanne Rasterhuis. Onder regie van Kees Brusse vertolkte zij de rol van Marie-Josette Duwaard in de musical Hé, kijk mij nou!, een productie die ook in het theater te zien was. In Medisch Centrum West speelde ze de rol van Maria Westervoort in de moeder-dochterrelatie met actrice Fiet Dekker.
Ook verleende Angélique de Boer haar stem aan talloze hoorspelen en andere radioprogramma's, teken- en live-actionfilms, audiovisuals en reclamespots. In de Efteling is ze te horen als de vertelster van het sprookje 'De Chinese nachtegaal'.
De laatste jaren werkt De Boer ook als regisseuse van onder andere de Nederlandse versie van Free Willy 2, Dieren van het wakkere woud, De Hopeloze Heks en Being Ian.

## Theater (kleine selectie)
- Globe: De Twee Wezen (hoer, non, zangeres)
- Mickery: Gilles de Rais (minnares Gilles)
- P.P.Productie: Ik krijg je nog wel (lerares)
- P.P.Productie: LUF (diverse rollen)
- Katrijn Theater: Van de Brug af gezien van Arthur Miller (Catharina)
- Katrijn Theater: Allemaal leugens (Thelma)
- Pallas Theaterproducties: Salad-Days (Marie-Josette)
- Toneelgroep Theater: Schakels van Herman Heijermans (Coba)
- Genesius: Ik zei toch niks (Petra)
- TifaToneel: Dromen (Dorien)

## Televisie (kleine selectie)
- Vara: Klaverweide (Susanne Rasterhuis), regie: Niek van den Boezem
- KRO : Cyrano de Bergerac (drankverkoopster), regie: Frits Butzelaar
- NCRV: Pommetje Horlepiep (Hilletje Verwey), regie: Frits Butzelaar
- NOS : Off Off Leidseplein (vrouw Gilles), regie: Jan Venema
- AVRO: Oud roest (Mia Koster), regie: Jan Kelder
- NOS : In naam van Oranje (Hildegonda), regie: Carrie Rens
- NCRV: Hé, kijk mij nou! (Josje Duwaard), regie: Kees Brusse
- TROS: Medisch Centrum West (Maria Westervoort), regie: Guido Pieters

## Nasynchronisatie (selectie)
- Angel in Flower Angel (Hana noko lunlun)
- Angeliekje in Rugrats (tot 2000)
- Driftige Smurf & Luilaksmurf in De Smurfen
- Kip in Keesje Kikker en Karel Krekel
- Molly in De Freggels
- Kitty in De Snorkels
- Lady in Lady en de Vagebond
- Deedee in Dexters Laboratorium
- Diverse rollen in Sesamstraat
- Linda in Dino Babies
- Cosmo (derde seizoen) in Shin Chan
- Juliano in Calimero (1992)
- Roodkapje in Roodkapje(1995)
- Whizzkitty in RedCat (alleen in 'Redcat spookkasteel' en 'Redcat Superkart')
- Elmyra in Tiny Toon Adventures
- Dotty in Rescue Rangers
- Binka in Shinzo
- Marie in Barbie en het Zwanenmeer (2003)
- Bommie Boef in Goofclub (1992)

## Regisseur (selectie)
- Tiny Toons
- Free Willy II
- Animals of Farthing Wood
- Disney Sing Along
- Hopeloze Heks
- Being Ian